# Turriers
Turriers település Franciaországban, Alpes-de-Haute-Provence megyében. Lakosainak száma 345 fő (2022. január 1.). Turriers Bayons, Bellaffaire, Faucon-du-Caire és Gigors községekkel határos.

## Népesség
A település népessége az elmúlt években az alábbi módon változott:
| Lakosok száma | 230  | 286  | 276  | 404  | 353  | 325  | 318  | 335  | 343  | 345  |
|               | 1968 | 1982 | 1990 | 2006 | 2013 | 2015 | 2017 | 2019 | 2020 | 2022 |